# João Leão
João Rodrigo Reis Carvalho Leão (ur. 15 lutego 1974 w Lizbonie) – portugalski ekonomista, nauczyciel akademicki i urzędnik państwowy, od 2020 do 2022 minister stanu oraz minister finansów, członek Europejskiego Trybunału Obrachunkowego.

## Życiorys
Absolwent ekonomii na Universidade Nova de Lisboa (1999), w 2003 na tym samym uniwersytecie uzyskał magisterium z ekonomii. Doktoryzował się również w dziedzinie nauk ekonomicznych w 2008 w Massachusetts Institute of Technology. Jako nauczyciel akademicki od 2003 związany z ISCTE – Instituto Universitário de Lisboa. W latach 2009–2010 przewodniczył komitetowi naukowemu wydziału ekonomicznego tej uczelni.
W latach 2009–2010 był doradcą sekretarza stanu odpowiedzialnego za przemysł i rozwój. Następnie do 2014 pełnił funkcję dyrektora biura studiów w resorcie gospodarki. W latach 2010–2014 zasiadał w Radzie Ekonomicznej i Społecznej. W 2015 premier António Costa powierzył mu funkcję sekretarza stanu w resorcie finansów odpowiedzialnego za budżet. Pozostał na tym stanowisku również w utworzonym w 2019 drugim rządzie lidera socjalistów. W czerwcu 2020 w gabinecie tym objął urzędy ministra stanu i ministra finansów, zastępując na nich Mária Centeno. Pełnił te funkcje do marca 2022.
W 2024 objął stanowisko audytora w Europejskim Trybunale Obrachunkowym.